# Клаус-Сарвади, Вильгельмина
Вильгельмина Клаус-Сарвади (урождённая Клаус, нем. Wilhelmine Clauß-Szárvády, венг. Clauss Vilma; 12 декабря 1832, Прага — 2 сентября 1907, Париж) — французская пианистка чешского происхождения.
Дочь успешного торговца. Училась в Праге у Йозефа Прокша, в 1847 году впервые выступила с концертом в Дрездене, вызвав одобрение Роберта Шумана. В феврале 1850 года при поддержке Клары Шуман дебютировала в лейпцигском Гевандхаусе, затем выступила в Касселе, где, по сообщению газеты Signale für die musikalische Welt, Людвиг Шпор был настолько восхищён игрой юной пианистки, что стал сам переворачивать ей ноты. В 1851 г. дебютировала в Париже, на следующий год в Лондоне. Обосновавшись в Париже, в 1855 году вышла замуж за публициста и музыкального критика Фридьеша Сарвади. Гастролировала в Англии ежегодно вплоть до 1886 года, выступала также в Германии, Австро-Венгрии, Нидерландах. Нередко играла вместе с Кларой Шуман, считавшей Клаус главной пропагандисткой творчества Шумана в Англии и Франции; известны её совместные выступления с Камилем Сен-Сансом. В 1860-е гг. увлеклась старинной музыкой, играла сочинения Франсуа Куперена и Доменико Скарлатти, аранжировала и опубликовала клавирный концерт Карла Филиппа Эммануэля Баха.
Вильгельмине Клаус посвящены фортепианное трио № 3 Иоахима Раффа, фортепианное трио Самуэля де Ланге-младшего, фортепианный этюд «Амазонка» Роберта Радеке.